# Mons Maraldi

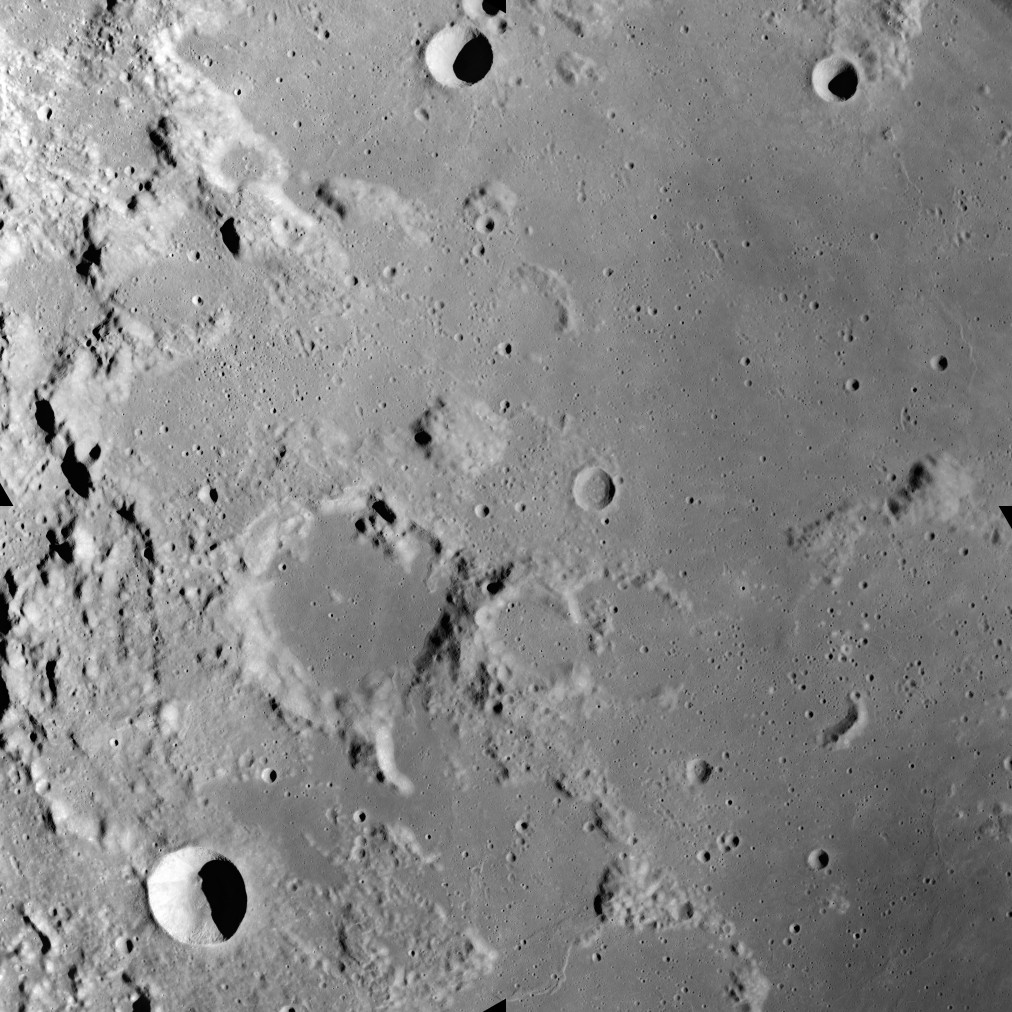
Vista general que muestra el Mons Maraldi en el centro y el cráter inundado de lava Maraldi al suroeste. Imagen Apolo 17.

El Mons Maraldi es un montaña lunar de 1.3 kilómetros de altura. Sus coordenadas selenográficas son 20.3° de latitud Norte, y 35.3° de longitud Este. Cubre un área de unos 15 kilómetros de diámetro. Lleva el nombre del cercano cráter Maraldi.
El pie oriental de la montaña se encuentra cerca del Sinus Amoris. Al Sudeste se halla el cráter satélite Maraldi A.

## Denominación
Debe su nombre a los astrónomos Jacques Philippe Maraldi (1665-1729) y Jean-Dominique Maraldi (1709-1788), aunque la montaña fue conocida como Euler Beta (β), o Mons Euler hasta 1976, cuando la UAI aprobó su nombre actual.